# NGC 1903
NGC 1903 (również ESO 56-SC93) – gromada otwarta znajdująca się w gwiazdozbiorze Złotej Ryby, w Wielkim Obłoku Magellana. Odkrył ją James Dunlop 3 sierpnia 1826 roku; niezależnie odkrył ją John Herschel 3 listopada 1834 roku.